# Jarmo Kytölehto
Jarmo Kytölehto (Petäjävesi, 23 de juny del 1961) és un ex-pilot de Ral·li finlandès. Entre el 1990 i el 1992 va guanyar durant tres anys consecutius el Campionat de Ral·li de Finlàndia, els dos primers en el Grup A (1990 i 1991), i el tercer en el Grup N (1992). També va competir en 23 curses del Campionat Mundial de Ral·lis. Va obtenir els millors resultats al Ral·li de Finlàndia, a casa seva, quan va acabar en posicions de podi les edicions del 1996 i el 1997.

## Biografia
Kytölehto va fer el seu debut oficial al Campionat Mundial de Ral·lis l'any 1990, tot i que no seria fins al 1992, conduint un Mitsubishi Galant, quan va aconseguir els primers dos punts en la competició, ja que va finalitzar desè als Ral·lis de Suècia i Finlàndia. El 1993 va tornar a aconseguir dos punts, aquest cop gràcies a la novena posició aconseguida a Suècia, i en la classificació per equips va quedar en tercera posició. Als ral·lis del 1994 i 1995 Kytölehto milloraria els seus resultats, quedant vuitè a Finlàndia el primer any, vuitè al Ral·li de Gal·les el següent.
Però els seus millors èxits en la competició arribarien a partir del 1996, amb l'equip Blue Rose i conduint un Ford Escort RS Cosworth, ja que aconseguiria pujar al podi del Ral·li de Finlàndia en quedar en tercera posició després del cap de setmana. L'any següent va repetir aquest resultat a casa seva. El 1998 va passar a córrer amb el Subaru World Rally Team.
En total, entre el 1990 i el 1999 Kytölehto participaria en 23 curses del Campionat Mundial de Ral·lis, i va obtenir un total de 26 punts i acabar dues vegades al podi.

## Palmarès

### Títols
- Race of Champions (a Gran Canària): 1997[5][6]
- Campionat de Ral·li de Finlàndia Grup N: 1992, amb un Mitsubishi Galant VR-4
- Campionat de Ral·li de Finlàndia Grup A: 1990 i 1991, amb un Opel Kadett GSI 16V

### Pòdiums a WRC
- 3r del Ral·li dels 1000 llacs: 1995, copilot Arto Kapanen amb un Opel Astra GSI 16V
- 3r del Ral·li dels 1000 llacs: 1996, copilot Arto Kapanen amb un Ford Escort RS Cosworth
- 3r del Ral·li dels 1000 llacs: 1997, copilot Arto Kapanen amb un Subaru Impreza WRC

### Pòdiums a ERC
- 2n al Ral·li àrtic: 1993, 1994, i 1997
- 2n al Ral·li Pirelli: 2000 (+ BRC, i 7è d'aquell campionat)